# US Open 2016
Die 136. US Open waren das letzte von vier Grand-Slam-Turnieren, den am höchsten dotierten Tennisturnieren, der Saison 2016. Sie fanden vom 29. August bis 11. September 2016 im USTA Billie Jean King National Tennis Center im Flushing-Meadows-Park in New York, USA statt.
Titelverteidiger im Einzel waren Novak Đoković bei den Herren sowie Flavia Pennetta bei den Damen. Im Herrendoppel gewannen die Franzosen Pierre-Hugues Herbert und Nicolas Mahut im Vorjahr, im Damendoppel waren Martina Hingis und Sania Mirza die Titelverteidiger. Martina Hingis und Leander Paes waren die Titelverteidiger im Mixed.
Als Neuheit gab es in diesem Jahr eine Dachkonstruktion im Arthur Ashe Stadium und das neue Grandstand-Stadion.

## Preisgeld
Das Preisgeld betrug in diesem Jahr 46.300.000 US-Dollar, was einen Anstieg zum Vorjahr von 10 % bedeutete.
| Erreichte Runde | Einzel      | Doppel*   | Mixed*    |
| --------------- | ----------- | --------- | --------- |
| Sieg            | 3.500.000 $ | 625.000 $ | 150.000 $ |
| Finale          | 1.750.000 $ | 310.000 $ | 70.000 $  |
| Halbfinale      | 875.000 $   | 150.000 $ | 30.000 $  |
| Viertelfinale   | 450.000 $   | 75.000 $  | 15.000 $  |
| Achtelfinale    | 235.000 $   | 40.000 $  | 10.000 $  |
| Dritte Runde    | 140.000 $   | 24.500 $  | 5.000 $   |
| Zweite Runde    | 77.188 $    | 15.141 $  |           |
| Erste Runde     | 43.313 $    |           |           |
| Q3              | 16.350 $    |           |           |
| Q2              | 10.900 $    |           |           |
| Q1              | 5.606 $     |           |           |

* pro Team; Q = Qualifikationsrunde
Zusätzlich erhielten die drei bestplatzierten Spieler/-innen der US Open Series 2016 einen Bonus.

## Absagen
Vor Turnierbeginn hatten folgende Topspieler, die einen gesetzten Startplatz gehabt hätten, ihre Teilnahme abgesagt:
- Wiktoryja Asaranka, wegen Schwangerschaft Saison vorzeitig beendet[4]
- Tomáš Berdych, Blinddarmentzündung[5]
- Roger Federer, Knieverletzung[6]
- Sloane Stephens, Fußverletzung[7]

## Herreneinzel
Setzliste
| Nr. | Spieler               | Erreichte Runde |
| --- | --------------------- | --------------- |
| 01. | Novak Đoković         | Finale          |
| 02. | Andy Murray           | Viertelfinale   |
| 03. | Stan Wawrinka         | Sieg            |
| 04. | Rafael Nadal          | Achtelfinale    |
| 05. | Milos Raonic          | 2. Runde        |
| 06. | Kei Nishikori         | Halbfinale      |
| 07. | Marin Čilić           | 3. Runde        |
| 08. | Dominic Thiem         | Achtelfinale    |
| 09. | Jo-Wilfried Tsonga    | Viertelfinale   |
| 10. | Gaël Monfils          | Halbfinale      |
| 11. | David Ferrer          | 3. Runde        |
| 12. | David Goffin          | 1. Runde        |
| 13. | Richard Gasquet       | 1. Runde        |
| 14. | Nick Kyrgios          | 3. Runde        |
| 15. | Roberto Bautista Agut | 3. Runde        |
| 16. | Feliciano López       | 2. Runde        |

| Nr. | Spieler               | Erreichte Runde |
| --- | --------------------- | --------------- |
| 17. | Bernard Tomic         | 1. Runde        |
| 18. | Pablo Cuevas          | 2. Runde        |
| 19. | Steve Johnson         | 2. Runde        |
| 20. | John Isner            | 3. Runde        |
| 21. | Ivo Karlović          | Achtelfinale    |
| 22. | Grigor Dimitrow       | Achtelfinale    |
| 23. | Kevin Anderson        | 3. Runde        |
| 24. | Lucas Pouille         | Viertelfinale   |
| 25. | Philipp Kohlschreiber | 1. Runde        |
| 26. | Jack Sock             | Achtelfinale    |
| 27. | Alexander Zverev      | 2. Runde        |
| 28. | Martin Kližan         | 1. Runde        |
| 29. | Sam Querrey           | 1. Runde        |
| 30. | Gilles Simon          | 2. Runde        |
| 31. | Albert Ramos Viñolas  | 2. Runde        |
| 32. | Benoît Paire          | 2. Runde        |

## Dameneinzel
Setzliste
| Nr. | Spielerin            | Erreichte Runde |
| --- | -------------------- | --------------- |
| 01. | Serena Williams      | Halbfinale      |
| 02. | Angelique Kerber     | Sieg            |
| 03. | Garbiñe Muguruza     | 2. Runde        |
| 04. | Agnieszka Radwańska  | Achtelfinale    |
| 05. | Simona Halep         | Viertelfinale   |
| 06. | Venus Williams       | Achtelfinale    |
| 07. | Roberta Vinci        | Viertelfinale   |
| 08. | Madison Keys         | Achtelfinale    |
| 09. | Swetlana Kusnezowa   | 2. Runde        |
| 10. | Karolína Plíšková    | Finale          |
| 11. | Carla Suárez Navarro | Achtelfinale    |
| 12. | Dominika Cibulková   | 3. Runde        |
| 13. | Johanna Konta        | Achtelfinale    |
| 14. | Petra Kvitová        | Achtelfinale    |
| 15. | Timea Bacsinszky     | 2. Runde        |
| 16. | Samantha Stosur      | 2. Runde        |

| Nr. | Spielerin                    | Erreichte Runde |
| --- | ---------------------------- | --------------- |
| 17. | Anastassija Pawljutschenkowa | 3. Runde        |
| 18. | Barbora Strýcová             | 1. Runde        |
| 19. | Jelena Wesnina               | 3. Runde        |
| 20. | Kiki Bertens                 | 1. Runde        |
| 21. | Irina-Camelia Begu           | 1. Runde        |
| 22. | Elina Switolina              | 3. Runde        |
| 23. | Darja Kassatkina             | 1. Runde        |
| 24. | Belinda Bencic               | 3. Runde        |
| 25. | Caroline Garcia              | 3. Runde        |
| 26. | Laura Siegemund              | 3. Runde        |
| 27. | Sara Errani                  | 1. Runde        |
| 28. | Coco Vandeweghe              | 1. Runde        |
| 29. | Ana Ivanović                 | 1. Runde        |
| 30. | Misaki Doi                   | 1. Runde        |
| 31. | Tímea Babos                  | 3. Runde        |
| 32. | Mónica Puig                  | 1. Runde        |

## Herrendoppel
Setzliste
| Nr. | Paarung                             | Erreichte Runde |
| --- | ----------------------------------- | --------------- |
| 01. | Pierre-Hugues Herbert Nicolas Mahut | Halbfinale      |
| 02. | Ivan Dodig Marcelo Melo             | 1. Runde        |
| 03. | Bob Bryan Mike Bryan                | Viertelfinale   |
| 04. | Jamie Murray Bruno Soares           | Sieg            |
| 05. | Jean-Julien Rojer Horia Tecău       | Achtelfinale    |
| 06. | Daniel Nestor Vasek Pospisil        | 1. Runde        |
| 07. | Raven Klaasen Rajeev Ram            | 2. Runde        |
| 08. | Feliciano López Marc López          | Halbfinale      |

| Nr. | Paarung                                 | Erreichte Runde |
| --- | --------------------------------------- | --------------- |
| 09. | Treat Huey Maks Mirny                   | 1. Runde        |
| 10. | Henri Kontinen John Peers               | 2. Runde        |
| 11. | Julien Benneteau Édouard Roger-Vasselin | 1. Runde        |
| 12. | Łukasz Kubot Alexander Peya             | Viertelfinale   |
| 13. | Juan Sebastián Cabal Robert Farah       | 1. Runde        |
| 14. | Pablo Cuevas Marcel Granollers          | 1. Runde        |
| 15. | Oliver Marach Fabrice Martin            | 2. Runde        |
| 16. | Radek Štěpánek Nenad Zimonjić           | 1. Runde        |

## Damendoppel
Setzliste
| Nr. | Paarung                             | Erreichte Runde |
| --- | ----------------------------------- | --------------- |
| 01. | Caroline Garcia Kristina Mladenovic | Finale          |
| 02. | Chan Hao-ching Chan Yung-jan        | 2. Runde        |
| 03. | Tímea Babos Jaroslawa Schwedowa     | Achtelfinale    |
| 04. | Andrea Hlaváčková Lucie Hradecká    | Achtelfinale    |
| 05. | Jekaterina Makarowa Jelena Wesnina  | Halbfinale      |
| 06. | Martina Hingis Coco Vandeweghe      | Halbfinale      |
| 07. | Sania Mirza Barbora Strýcová        | Viertelfinale   |
| 08. | Julia Görges Karolína Plíšková      | Achtelfinale    |

| Nr. | Paarung                               | Erreichte Runde |
| --- | ------------------------------------- | --------------- |
| 09. | Raquel Atawo Abigail Spears           | 1. Runde        |
| 10. | Vania King Monica Niculescu           | Achtelfinale    |
| 11. | Xu Yifan Zheng Saisai                 | Achtelfinale    |
| 12. | Bethanie Mattek-Sands Lucie Šafářová  | Sieg            |
| 13. | Andreja Klepač Katarina Srebotnik     | Viertelfinale   |
| 14. | Darija Jurak Anastasia Rodionova      | 2. Runde        |
| 15. | Kiki Bertens Johanna Larsson          | 2. Runde        |
| 16. | Barbora Krejčíková Kateřina Siniaková | Viertelfinale   |

## Mixed
Setzliste
| Nr. | Paarung                           | Erreichte Runde |
| --- | --------------------------------- | --------------- |
| 01. | Sania Mirza Ivan Dodig            | Achtelfinale    |
| 02. | Jaroslawa Schwedowa Bruno Soares  | Viertelfinale   |
| 03. | Bethanie Mattek-Sands Horia Tecău | Rückzug         |
| 04. | Raquel Atawo Jean-Julien Rojer    | 1. Runde        |

| Nr. | Paarung                         | Erreichte Runde |
| --- | ------------------------------- | --------------- |
| 05. | Chan Hao-ching Maks Mirny       | Achtelfinale    |
| 06. | Andrea Hlaváčková Łukasz Kubot  | 2. Runde        |
| 07. | Coco Vandeweghe Rajeev Ram      | Finale          |
| 08. | Lucie Hradecká Marcin Matkowski | 1. Runde        |

## Junioreneinzel
Setzliste
| Nr. | Spieler                 | Erreichte Runde |
| --- | ----------------------- | --------------- |
| 01. | Stefanos Tsitsipas      | Halbfinale      |
| 02. | Alex de Minaur          | 2. Runde        |
| 03. | Ulises Blanch           | 2. Runde        |
| 04. | Geoffrey Blancaneaux    | 2. Runde        |
| 05. | Miomir Kecmanović       | Finale          |
| 06. | Félix Auger-Aliassime   | Sieg            |
| 07. | Yōsuke Watanuki         | Halbfinale      |
| 08. | Genaro Alberto Olivieri | 2. Runde        |

| Nr. | Spieler          | Erreichte Runde |
| --- | ---------------- | --------------- |
| 09. | Benjamin Sigouin | 1. Runde        |
| 10. | John McNally     | 1. Runde        |
| 11. | Kenneth Raisma   | Viertelfinale   |
| 12. | Youssef Hossam   | Achtelfinale    |
| 13. | Nicola Kuhn      | Viertelfinale   |
| 14. | Marvin Möller    | Achtelfinale    |
| 15. | Wu Yibing        | 1. Runde        |
| 16. | Louis Weßels     | 2. Runde        |

## Juniorinneneinzel
Setzliste
| Nr. | Spielerin            | Erreichte Runde |
| --- | -------------------- | --------------- |
| 01. | Anastassija Potapowa | Viertelfinale   |
| 02. | Olessja Perwuschina  | 2. Runde        |
| 03. | Rebeka Masarova      | Rückzug         |
| 04. | Amanda Anisimova     | Achtelfinale    |
| 05. | Kayla Day            | Sieg            |
| 06. | Amina Anschba        | 1. Runde        |
| 07. | Bianca Andreescu     | Halbfinale      |
| 08. | Sofia Kenin          | Halbfinale      |

| Nr. | Spielerin             | Erreichte Runde |
| --- | --------------------- | --------------- |
| 09. | Usue Maitane Arconada | Achtelfinale    |
| 10. | Claire Liu            | 2. Runde        |
| 11. | Olga Danilovic        | 1. Runde        |
| 12. | Katarina Sawazka      | 1. Runde        |
| 13. | Viktória Kužmová      | Finale          |
| 14. | Kaja Juvan            | 1. Runde        |
| 15. | Yūki Naitō            | Achtelfinale    |
| 16. | Alexandra Sanford     | Achtelfinale    |

## Juniorendoppel
Setzliste
| Nr. | Paarung                                | Erreichte Runde |
| --- | -------------------------------------- | --------------- |
| 01. | Ulises Blanch Yōsuke Watanuki          | 1. Runde        |
| 02. | Kenneth Raisma Stefanos Tsitsipas      | Achtelfinale    |
| 03. | Félix Auger-Aliassime Benjamin Sigouin | Finale          |
| 04. | Miomir Kecmanović Alexei Popyrin       | Viertelfinale   |

| Nr. | Paarung                                       | Erreichte Runde |
| --- | --------------------------------------------- | --------------- |
| 05. | John McNally J. J. Wolf                       | 1. Runde        |
| 06. | Marvin Möller Louis Weßels                    | Achtelfinale    |
| 07. | Elliot Benchetrit Geoffrey Blancaneaux        | Viertelfinale   |
| 08. | Eduard Güell Bartrina Genaro Alberto Olivieri | 1. Runde        |

## Juniorinnendoppel
Setzliste
| Nr. | Paarung                                  | Erreichte Runde |
| --- | ---------------------------------------- | --------------- |
| 01. | Olessja Perwuschina Anastassija Potapowa | 1. Runde        |
| 02. | Amina Anschba Katarina Sawazka           | 1. Runde        |
| 03. | Usue Maitane Arconada Claire Liu         | Viertelfinale   |
| 04. | Amanda Anisimova Alexandra Sanford       | 1. Runde        |

| Nr. | Paarung                       | Erreichte Runde |
| --- | ----------------------------- | --------------- |
| 05. | Kaja Juvan Iga Świątek        | Halbfinale      |
| 06. | Emily Appleton Ayumi Miyamoto | 1. Runde        |
| 07. | Bianca Andreescu Katie Swan   | Viertelfinale   |
| 08. | Maria Mateas Ioana Mincă      | Achtelfinale    |